# NXT Halloween Havoc 2022
NXT Halloween Havoc 2022 è stato il quarantunesimo special event di NXT, prodotto dalla WWE. L'evento si è svolto il 22 ottobre 2022 al WWE Performance Center di Orlando, Florida ed è stato trasmesso in diretta su Peacock negli Stati Uniti e sul WWE Network nel resto del mondo.

## Storyline
Nella puntata di NXT del 20 settembre, JD McDonagh sconfisse Tyler Bate per diventare il primo sfidante all'NXT Championship di Bron Breakker, il quale, a match terminato, si confrontò con McDonagh stesso, salvo venir poi interrotti dal rientrante Il'ja Dragunov, che rivendicò un incontro per il titolo. La settimana successiva, Breakker annunciò dunque che avrebbe difeso l'NXT Championship in un triple threat match contro McDonagh e Dragunov a Halloween Havoc.
Dopo aver vinto l'NXT North American Championship nella puntata di NXT del 13 settembre, Solo Sikoa, il quale rimpiazzò all'ultimo l'indisposto Wes Lee nell'incontro per il titolo, dovette rendere vacante la cintura poiché non fu previsto all'interno del match. In seguito al contemporaneo passaggio di Sikoa al roster di SmackDown, l'assistente esecutivo Shawn Michaels annunciò un 5-way ladder match da disputarsi a Halloween Havoc con in palio il vacante titolo nordamericano, nominando poi l'ex campione Carmelo Hayes come primo partecipante all'incontro. Nella puntata di NXT del 20 settembre, Oro Mensah si qualificò per il match dell'evento dopo aver sconfitto Grayson Waller. Nel corso delle successive settimane, si qualificarono anche Wes Lee, sconfiggendo Tony D'Angelo, Von Vagner, superando Andre Chase, e Nathan Frazer, battendo Axiom.
Nella puntata di NXT del 13 settembre, Alba Fyre ebbe un confronto verbale con l'NXT Women's Champion Mandy Rose, sfidandola poi ad un match per il titolo femminile. Dopo alcuni scontri fisici e verbali nelle successive settimane, fu sancito che Rose avrebbe difeso l'NXT Women's Championship contro Fyre a Halloween Havoc.
Dopo che Cora Jade e Roxanne Perez vinsero l'NXT Women's Tag Team Championship durante la puntata speciale NXT The Great American Bash del 5 luglio, Perez annunciò che la settimana successiva avrebbe incassato il contratto dell'NXT Breakout Torunament per ottenere un match all'NXT Women's Championship di Mandy Rose, dalla quale fu poi tuttavia sconfitta a causa del turn heel di Jade nei suoi confronti. Ciò portò allo scioglimento del loro tag team ed al conseguente rilascio dei titoli di coppia, che furono resi vacanti. Dopo che Jade sconfisse Perez nella puntata speciale NXT Heatwave del 16 agosto, fu sancito un weapons wild match tra le due per Halloween Havoc.
Nella puntata di NXT del 23 agosto, Grayson Waller introdusse per la prima volta il suo talk-show "The Waller Effect" con Apollo Crews nel ruolo di ospite, il quale attaccò poi Waller stesso dopo che questi lo aveva insultato. La settimana successiva i due si affrontarono, con Waller che trionfò su Crews in maniera scorretta. Dopo continui scontri, fu annunciato un match tra Crews e Waller per Halloween Havoc durante la puntata di NXT dell'11 ottobre, con la stipulazione dell'incontro che verrà determinata direttamente all'evento.
A Worlds Collide, i Creed Brothers persero un fatal 4-way tag team elimination match valevole per l'unificazione dell'NXT Tag Team Championship con l'NXT UK Tag Team Championship a favore dei Pretty Deadly a causa del turn heel di Damon Kemp, loro alleato nella Diamond Mine, che attaccò Julius Creed. Nella puntata di NXT del 13 settembre, i Creed Brothers vennero sconfitti dai Pretty Deadly in uno steel cage match, fallendo la riconquista dei titoli di coppia, dopo che Kemp ammanettò Julius alla gabbia, lasciando il solo Brutus Creed contro gli avversari, che si aggiudicarono facilmente l'incontro. Nella puntata di NXT del 4 ottobre, Kemp annunciò che lui e Julius si sarebbero affrontati a Halloween Havoc e se quest'ultimo avesse perso all'evento, Brutus avrebbe dovuto abbandonare il roster di NXT. Dopo aver accettato, Julius scelse di affrontare Kemp in un ambulance match.

## Risultati
| #    | Match | Stipulazioni                                                                      | Durata |
| ---- | --- | --------------------------------------------------------------------------------- | ------ |
| Dark | Kiana James ha sconfitto Valentina Feroz                                                                        | Single match                                                                      | —      |
| Dark | Axiom ha sconfitto Javier Bernal                                                                                | Single match                                                                      | —      |
| 1    | Wes Lee ha sconfitto Carmelo Hayes (con Trick Williams), Nathan Frazer, Oro Mensah e Von Wagner (con Mr. Stone) | 5-way ladder match per il vacante NXT North American Championship                 | 19:17  |
| 2    | Apollo Crews ha sconfitto Grayson Waller                                                                        | Casket match                                                                      | 12:58  |
| 3    | Roxanne Perez ha sconfitto Cora Jade                                                                            | Weapons wild match                                                                | 12:25  |
| 4    | Julius Creed ha sconfitto Damon Kemp                                                                            | Ambulance match Se Julius avesse perso, Brutus Creed avrebbe dovuto lasciare NXT. | 14:09  |
| 5    | Mandy Rose (c) ha sconfitto Alba Fyre                                                                           | Single match per l'NXT Women's Championship                                       | 7:07   |
| 6    | Bron Breakker (c) ha sconfitto Il'ja Dragunov e JD McDonagh                                                     | Triple threat match per l'NXT Championship                                        | 23:47  |